# Kelam Welega
La zone Kelam Welega ou Kelem Welega est une zone de la région Oromia en Éthiopie. Avec 797 666 habitants en 2007, elle reprend la majeure partie de l'awraja Kelem de l'ancienne province du Wellega. Son chef-lieu est Dembi Dolo.

## Origine et nom
Dembi Dolo, autrefois appelée Saïo,  est au XXe siècle la capitale de l'awraja Kelem dans la province du Wellega.
À la réorganisation du pays en régions, le territoire de la  future zone Kelam Welega fait partie de la zone Mirab Welega (« Ouest Wellega ») de la région Oromia.
En 2006, l'Atlas of the Ethiopian Rural Economy ne mentionne encore que cette grande zone « Ouest Wellega ».
En revanche dès l'année suivante, les deux zones apparaissent séparément dans le recensement de 2007.
La zone Kelam Welega, en se détachant de sa voisine, probablement en 2007, reprend le nom de l'ancien awraja Kelem et la majeure partie de son territoire.
Le nom de la zone, en oromo : Qeellam Wallaggaa, peut aussi s'écrire Kelem Welega, Kelem Wellega ou Kellem Wellega,.

## Woredas
En 2007 et jusque dans les années 2010, la zone est composée de onze woredas,, :
- Anfillo ou Anfilo ;
- Dale Sedi ou Dale Sadi ;
- Dale Wabera, subdivisé en 2007 de l'ancien woreda Gawo Dale[1] ;
- Dembi Dolo, Dambidollo ou Denbi Dollo, ville-woreda enclavée dans le woreda Sayo ;
- Gawo Kebe, subdivisé en 2007 de l'ancien woreda Gawo Dale ;
- Gidami ;
- Hawa Gelan ou Hawa Galan, subdivisé en 2007 de l'ancien woreda Hawa Welele[1]  ;
- Jimma Horo ;
- Lalo Kile ;
- Sayo ;
- Yemalogi Welele ou Yama Logi Welel, subdivisé en 2007 de l'ancien woreda Hawa Welele.

Une liste récente mentionne de plus un douzième woreda appelé « Sedi Chenka » sans doute détaché de Dale Wabera.

## Géographie
Extrémité ouest de la région Oromia, la zone Kelam Welega est frontalière du Soudan du Sud et limitrophe des régions Benishangul-Gumuz et Gambela. Elle est bordée dans la région Oromia par les zones Mirab Welega (« Ouest Wellega ») et Illubabor,.
Dembi Dolo, dans le sud de la zone, est desservi par la route Nekemte-Gambela (à une centaine de kilomètres au nord-est de Gambela par la route et une cinquantaine de kilomètres à vol d'oiseau) et par l'aéroport de Dembidolo.
La ligne de partage des eaux entre le Nil Bleu et le Nil Blanc passe [Où ?] dans la zone.
Dans le nord de la zone, le woreda Gawo Kebe atteint en effet le parc national de Dati Wolel et le bassin versant du Nil Bleu via le cours amont du Dabus tandis que l'est et le sud de la zone sont dans le bassin du Nil Blanc via la rivière Birbir et le Baro.
Situé au centre de la zone dans le woreda Yemalogi Welele, le mont Tulu Welel serait son point culminant[réf. souhaitée] vers 3 300 m d'altitude.

## Démographie
D'après le recensement national réalisé par l'Agence centrale de la statistique d'Éthiopie, la zone compte 797 666 habitants en 2007 et 10 % de la population est urbaine.
L'oromo est la langue maternelle pour 94 % des habitants de la zone et l'amharique pour plus de 5 %. Près de la moité des habitants de la zone (48 %) sont musulmans, 27 % sont orthodoxes et 23 % sont protestants.
Toujours en 2007, la principale agglomération de la zone est Dembi Dolo avec 29 448 habitants, suivie par Mugi avec 7 853 habitants et Kake avec 7 575 habitants. Chenka, Gidami et Rob Gebeya dépassent 5 000 habitants à la même date.
| Woreda          | Population 2007 | Agglomérations en 2007, |
| --------------- | --------------- | ----------------------- |
| Anfillo         | 77 156          | Mugi                    |
| Dale Sedi       | 74 039          | Haro Sebu               |
| Dale Wabera     | 104 387         | Kake, Chenka            |
| Dembi Dolo      | 29 448          | Dembi Dolo              |
| Gawo Kebe       | 65 396          | Qebe                    |
| Gidami          | 85 904          | Gidami                  |
| Hawa Gelan      | 95 976          | Rob Gebeya              |
| Jimma Horo      | 45 889          | Nunu                    |
| Lalo Kile       | 51 448          | Lalo                    |
| Sayo            | 116 631         | -                       |
| Yemalogi Welele | 51 392          | Tejo                    |

En 2022, la population de la zone est estimée à 1 166 694 personnes avec une densité de population de 118 personnes par km2 et 9 851 km2 de superficie.